# Hadžime no ippo
Hadžime no ippo (japonsky はじめの一歩, v překladu První krok) je japonská sportovní manga, kterou kreslí a píše George Morikawa. Tato manga se řadí k jedněm z nejdéle vycházejících mang vůbec – dodnes bylo vydáno 112 svazků tankóbon, přičemž první kapitola mangy se objevila v časopisu Šúkan šónen Magazine v roce 1989. Pojednává o středoškolákovi Ippovi Makunoučim, jenž se postupně vypracovává ve zkušeného boxera.
Manga se také dočkala anime adaptace o třech řadách, jíž vyrobilo studio Madhouse. První řada o 76 dílech byla odvysílána v letech 2000–2002, druhá řada o 26 dílech s podtitulem New Challenger se na televizních obrazovkách objevila v roce 2009 a třetí řada o 25 dílech s podtitulem Rising byla odvysílána v letech 2013–2014.